# Ç
Ç, ç (c z cedyllą) – litera alfabetu łacińskiego, powstała z połączenia litery c ze znakiem diakrytycznym – cedyllą.

## Użycie
Ç jest wykorzystywane w językach:
- francuskim, katalońskim, oksytańskim, portugalskim – wymawiana jako /s/.
  - jako /s/ wymawiało się ç także w języku starohiszpańskim i baskijskim
- albańskim, azerskim, frulańskim, krymskotatarskim, kurdyjskim, manx, tatarskim, tureckim, turkmeńskim oraz w sugerowanym przez Jana Kochanowskiego zapisie dla języka średniopolskiego[1]  – wymawiana jako /tʃ/ (polskie „cz”)
- w IPA, ç oznacza spółgłoskę szczelinową podniebienną bezdźwięczną.